# Miami Dolphins 1973
La stagione 1973 dei Miami Dolphins è stata l'ottava della franchigia e la quarta nella National Football League. La squadra iniziò la stagione come vincitrice del Super Bowl in carica dopo aver concluso da imbattuta la stagione precedente, coronata dalla vittoria del Super Bowl VII. La squadra vinse la AFC East e sconfisse i Minnesota Vikings nel Super Bowl VIII. Fu la seconda vittoria consecutiva e al 2019 l'ultima per i Dolphins.
Anche se i Dolphins non riuscirono a pareggiare il record perfetto di 17-0 del 1972, molti scrittori sportivi, tifosi e i giocatori degli stessi Dolphins sentirono che la squadra del 1973 era ancora migliore. Mentre nell'anno precedente non aveva affrontato nella stagione regolare nessun avversario che avesse un record migliore di 8–6, la squadra del 1973 affrontò un calendario molto più difficoltoso che vedeva la presenza di squadre da playoff come Oakland Raiders, Pittsburgh Steelers e Dallas Cowboys oltre a due partite contro una squadra in forma come i Buffalo Bills che vedeva la presenza di O.J. Simpson che quell'anno corse oltre 2.000 yard. Miami terminò la stagione regolare con un record di 12-2, inclusa una vittoria nella settimana 1 contro i San Francisco 49ers che portò la striscia della squadra a 18 vittorie consecutive, pareggiando il record NFL. Tale striscia si interruppe con una sconfitta per 12–7 contro i Raiders in trasferta nella settimana 2.

## Calendario

### Stagione regolare
| Turno | Data       | Avversario             | Risultato | Pubblico |
| ----- | ---------- | ---------------------- | --------- | -------- |
| 1     | 16/9/1973  | San Francisco 49ers    | V 21–13   | 68.275   |
| 2     | 23/9/1973  | @ Oakland Raiders      | S 7–12    | 74.121   |
| 3     | 30/9/1973  | New England Patriots   | V 44–23   | 62.508   |
| 4     | 7/10/1973  | New York Jets          | V 31–3    | 63.850   |
| 5     | 15/10/1973 | @ Cleveland Browns     | V 17–9    | 70.070   |
| 6     | 21/10/1973 | Buffalo Bills          | V 27–6    | 65.241   |
| 7     | 28/10/1973 | @ New England Patriots | V 30–14   | 57.617   |
| 8     | 4/11/1973  | @ New York Jets        | V 24–14   | 57.791   |
| 9     | 11/11/1973 | Baltimore Colts        | V 44–0    | 60.332   |
| 10    | 18/11/1973 | @ Buffalo Bills        | V 17–0    | 77.138   |
| 11    | 22/11/1973 | @ Dallas Cowboys       | V 14–7    | 58.089   |
| 12    | 3/12/1973  | Pittsburgh Steelers    | V 30–26   | 68.901   |
| 13    | 9/12/1973  | @ Baltimore Colts      | S 3–16    | 58.446   |
| 14    | 15/12/1973 | Detroit Lions          | V 34–7    | 53.375   |

### Playoff
| Turno              | Data       | Avversario         | Risultato | Pubblico |
| ------------------ | ---------- | ------------------ | --------- | -------- |
| Divisional playoff | 23/12/1973 | Cincinnati Bengals | V 34-16   | 78.928   |
| Finale AFC         | 30/12/1973 | @ Oakland Raiders  | V 27-10   | 79.325   |
| Super Bowl VIII    | 14/1/1973  | Minnesota Vikings  | V 24–7    | 71.882   |

## Classifiche
| AFC East             | AFC East | AFC East | AFC East | AFC East | AFC East | AFC East | AFC East | AFC East | AFC East |
|                      | V        | S        | P        | %        | DIV      | CONF     | PF       | PS       | Str.     |
| -------------------- | -------- | -------- | -------- | -------- | -------- | -------- | -------- | -------- | -------- |
| Miami Dolphins       | 12       | 2        | 0        | .857     | 7–1      | 9–2      | 343      | 150      | V1       |
| Buffalo Bills        | 9        | 5        | 0        | .643     | 6–2      | 7–4      | 259      | 230      | V4       |
| New England Patriots | 5        | 9        | 0        | .357     | 1–7      | 3–8      | 258      | 300      | S2       |
| New York Jets        | 4        | 10       | 0        | .286     | 4–4      | 4–7      | 240      | 306      | S2       |
| Baltimore Colts      | 4        | 10       | 0        | .286     | 2–6      | 2–9      | 226      | 341      | V2       |

## Premi
- Dick Anderson:

miglior difensore dell'anno della NFL
- Larry Csonka:

MVP del Super Bowl